# Superflex
Superflex er navnet på en dansk kunstgruppe bestående af Jakob Fenger, Rasmus Nielsen og Bjørnstjerne Christiansen, som har været aktiv siden 1993 med en række projekter relateret til økonomiske forhold, demokratiske produktionsforhold og selvorganisering. Kunstnerne har blandt andet undersøgt metoder til alternativ energiproduktion.
I Danmark er Superflex bl.a. kendt for installationer i det offentlige rum, fx Super Metro; alternativt fungerende og dimensionelt placeret inventar  på Havneholmen Station, All That We Know; folkeviddets interaktion med videnskaben repræsenteret ved forstørrede betonskulpturer af MR-scannet frugt og grønt i og omkring Herlev Hospitals 2021-udvidelse og multinationalt inventar og udsmykning til Superkilen.